# Bimir-ae
Bimir-ae (비밀애?), noto anche con il titolo internazionale Secret Love, è un film del 2010 scritto e diretto da Ryu Joon.

## Trama
In seguito a un incidente, Jin-woo finisce in coma e la moglie Yeon-yi è preda della disperazione; tempo dopo, la donna conosce il fratello gemello del marito, Jin-ho, e se ne innamora, tuttavia inaspettatamente Jin-woo si risveglia.